# Markovics Erika
Markovics Erika (Sátoraljaújhely, 1960. augusztus 1.) magyar opera-énekesnő (szoprán).

## Életpályája
Tanulmányait a Bartók Béla Zeneművészeti Szakközépiskolában kezdte Sík Olga növendékeként 1978-ban. Operaénekesi diplomát 1988-ban szerzett a Liszt Ferenc Zeneművészeti Főiskolán. Tanárai voltak: Fábry Edit, Adorján Ilona, Ercse Margit és Kapossy Margit. A diploma megszerzése után a Magyar Állami Operaházhoz szerződött. Számtalan kisebb szerep mellett olyan főszerepeket is életre keltett az elmúlt években, mint a Háry János Mária Lujzája, A walkür Sieglindéje, Az istenek alkonya Gutrunéja és A nürnbergi mesterdalnokok Évája.  Fellépett oratóriumokban (Händel: Messiás, Bach: Magnificat, Máté passió stb.), valamint ária és dalestekkel, közreműködött több rádiófelvételen.

## Főbb szerepei
- Bizet: Carmen – Frasquita
- Cavalli: Ormindo – Olido
- Mozart: A varázsfuvola – I. dáma
- Mozart: Titus kegyelme – Servilia
- Puccini: Pillangókisasszony – Kate
- Verdi: A trubadúr – Inez
- Verdi: Rigoletto – Apród
- Wagner: A Rajna kincse – Freia
- Wagner: A walkür – Sieglinde
- Wagner: Az istenek alkonya
- Wagner: A nürnbergi mesterdalnokok – Éva
- Wagner: Parsifal – Viráglány

## Díjak
- Bartók-Pásztory-díj
- Liszt Dalverseny különdíja